# Каза Пия (футбольный клуб)
«Каза Пия» (порт. Casa Pia Atlético Clube) — португальский футбольный клуб из Лиссабона, основанный в 1920 году. Домашние матчи проводит на арене «Пина Маник», вмещающем около 2,5 тысяч зрителей. По результатам сезона 2021/22 занял второе место в Сегунда-лиге и вышел в Примейра-лигу впервые с розыгрыша 1938/1939.
Помимо футбольной, в клубе имеются секции футзала, тяжёлой атлетики, карате, настольного тенниса, спортивной рыбалки, борьбы, хоккея, гандбола, а также гимнастики.

## История
Клуб был официально создан группой энтузиастов 3 июля 1920 года. Название команды восходит к одноимённой детской благотворительной организации, созданной по указу королевы Марии I в 1780 году. Коллектив известен тем, что игрок «Каза Пиа» Кандиду ди Оливейра был капитаном в дебютном международном матче сборной Португалии против команды Испании, который прошёл в Мадриде 18 декабря 1921 года. Португальцы уступили хозяевам поля со счётом 1:3.
В сезоне 1938/39 годов команда поучаствовала в розыгрыше чемпионата Португалии, заняв последнее место с одной победой и 13 поражениями.
В сезоне 2009/10 команда одержала победу в Терсейре, тем самым вернувшись в Сегунда-лигу.
В сезоне 2021/22 команда заняла 2-е место во второй по силе лиге, благодаря чему получила право на возвращение в Примейру после 83-летнего отсутствия.

## Форма

### Домашняя
| 2022/23 | 2023/24 | 2024/25 |

### Гостевая
| 2022/23 | 2023/24 | 2024/25 |

### Резервная
| 2022/23 | 2023/24 | 2024/25 |

Источники:,